# Serica heishuiensis
Serica heishuiensis är en skalbaggsart som beskrevs av Ahrens 2005. Serica heishuiensis ingår i släktet Serica och familjen Melolonthidae. Inga underarter finns listade i Catalogue of Life.